# Grażyna Rabsztyn

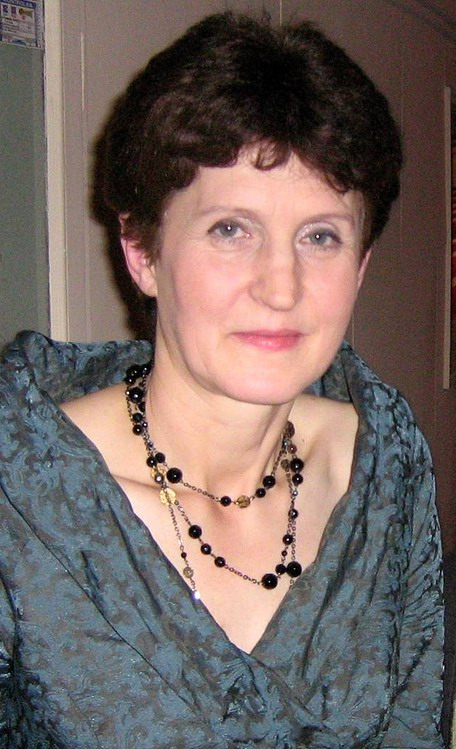
Grażyna Rabsztyn (August 2007)

Grażyna Józefa Rabsztyn (* 20. September 1952 in Wrocław, dt.: Breslau) ist eine ehemalige polnische Leichtathletin und zweifache Weltrekordinhaberin im 100-Meter-Hürdenlauf.

## Karriere
1974 bis 1976 wurde sie Halleneuropameisterin im 60-Meter-Hürdenlauf, weitere Medaillen bei Halleneuropameisterschaften gewann sie 1972 als Dritte im 50-Meter-Hürdenlauf und 1978 bis 1980 als Zweite im 60-Meter-Hürdenlauf.
Grażyna Rabsztyn stellte 1978 mit 12,48 Sekunden einen Weltrekord im 100-Meter-Hürdenlauf auf und verbesserte ihn 1980 (12,36; bis in die Gegenwart polnischer Rekord). Erst 1986 verlor sie ihn an die Bulgarin Jordanka Donkowa (12,35 s).
Bei den polnischen Hallenmeisterschaften gewann sie siebenmal Gold im 60-Meter-Hürdenlauf.
Grażyna Rabsztyn hatte bei einer Größe von 1,72 m ein Wettkampfgewicht von 63 kg.